# Lathyrus zalaghensis
Lathyrus zalaghensis là một loài thực vật có hoa trong họ Đậu. Loài này được Andr. miêu tả khoa học đầu tiên.